# Drei Flaschen
Drei Flaschen ist eine deutschsprachige Punk-Band aus Berlin.

## Geschichte
1995 als reines Spaßprojekt unter dem Namen Drei Flaschen in’na Plastiktüte gegründet, wurden die drei Berliner schon nach ihrem ersten Konzert als Support für The Exploited eingeladen.
Im Juni 1997 erschien dann ihr erstes selbst produziertes Album …mit Sossää?!? in Europa und mit der Unterstützung von Lifestyle Records wenige Monate später auch in Kanada, wo es sich in College-Radio-Charts platzieren konnte, sowie in den USA. Bei der Record-Release-Party im Berliner Drugstore spielten unter anderem auch die Beatsteaks im Vorprogramm der Drei Flaschen.
1998 veröffentlichte die Band die EP Me And My Sk8board; auf insgesamt 12 Live-Bonustracks wurde hier auch erstmals die Live-Energie der Band festgehalten.
Parallel zu der Veröffentlichung wurden auch die Mainstream-Medien auf die Band aufmerksam – der Berliner Fernsehsender FAB widmete der Band eine fast halbstündige Sondersendung, die mittlerweile zum Quintett gewachsenen Drei Flaschen traten in der von Enie van de Meiklokjes und Nadine Krüger moderierten VIVA-Show Viva Family auf – und auf dem regionalen Jugendradiosender Fritz bekannte Die-Ärzte-Schlagzeuger Bela B. in einer Show, in der Die Ärzte ihre Lieblingsmusik spielten: „Drei Flaschen sind meine Lieblingsband.“
Im Herbst 1999 erschien das Album Kaisers Of Metal, Ende 2001 das Album Die Rebellion steckt im Detail und im Mai 2002 die Split-CD Punkrock Globalizado mit der argentinischen Ska-Punkrock-Band Argies. Diese Alben wurden jeweils über die Firma Zomba Records vertrieben.
Es folgten diverse Tourneen und Besetzungswechsel, so dass erst 2005 die von Harris Johns (war auch Produzent von Slipknot, Sepultura, Einstürzende Neubauten und vielen anderen) produzierte Vinyl-EP 1. Mai erschien.
Drei Flaschen waren vor allem für ihre intensive und internationale Live-Präsenz bekannt, so tourte die Band in Deutschland, Österreich, der Schweiz, Italien, Holland, Dänemark, Tschechien, Australien, Neuseeland, den USA, Argentinien, Brasilien und Südafrika.
Ihr Abschiedskonzert spielte die Band am 27. Januar 2007 im Berlin White Trash, am gleichen Tag erschien auch ihre DVD This Cannot Be the Truth.
Im Jahr 2010 spielten Drei Flaschen zwei Konzerte anlässlich ihres 15-jährigen Bestehens.
2012 kam es zur Reunion, als neue Bandmitglieder waren dabei: Carolita Curare (Divakollektiv) am Schlagzeug und The Kollege (Chefdenker) an der Solo-Gitarre.
1995 gründete die Band ein eigenes Label mit dem Namen Feier Mettel Records, auf dem neben allen Veröffentlichungen der Drei Flaschen auch Alben von den Hosenscheißern vom Planeten Grüne Grütze, Lowchainz, Argies, Banda Bassotti, Delikat, Boikot und Brutal Polka veröffentlicht wurden und werden.

## Diskografie
- 1995: Die Frauenärzte von Birkenbrück (Demotape)
- 1996: Benachrichtigung für die Wahlen zum Abgeordnetenhaus (Demotape)
- 1996: Strandbad der Seefahrer (Demotape)
- 1997: …mit Sossää?!? (CD)
- 1998: Me And My Sk8board (EP-CD)
- 1999: Kaisers Of Metal (CD)
- 2001: Die Rebellion steckt im Detail (CD)
- 2002: Punkrock Globalizado (Split-CD mit den Argies)
- 2005: 1. Mai (7″-Vinyl)
- 2007: This Cannot Be the Truth (DVD)